# Archiearis infans
Archiearis infans là một loài bướm đêm trong họ Geometridae.

## Hình ảnh

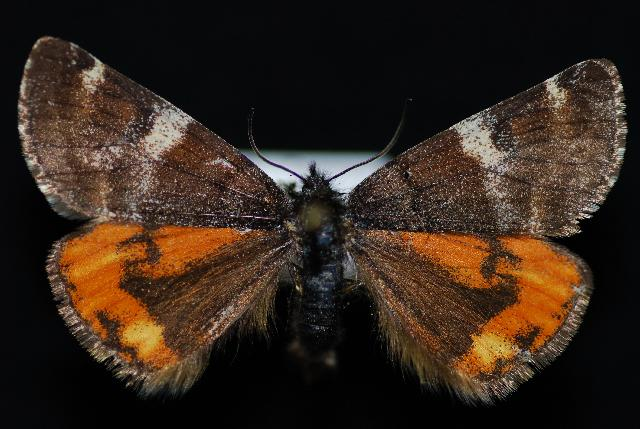
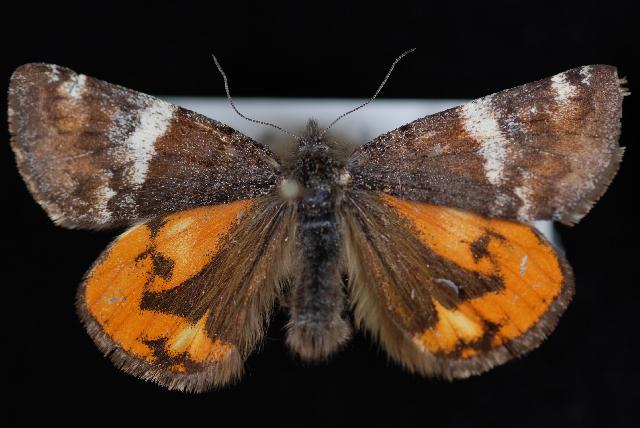
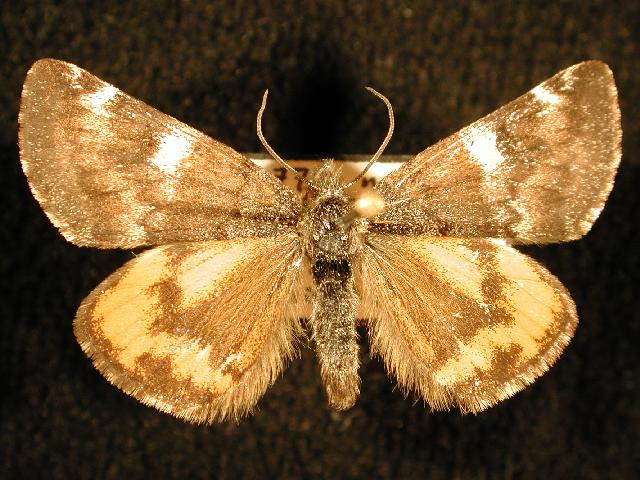
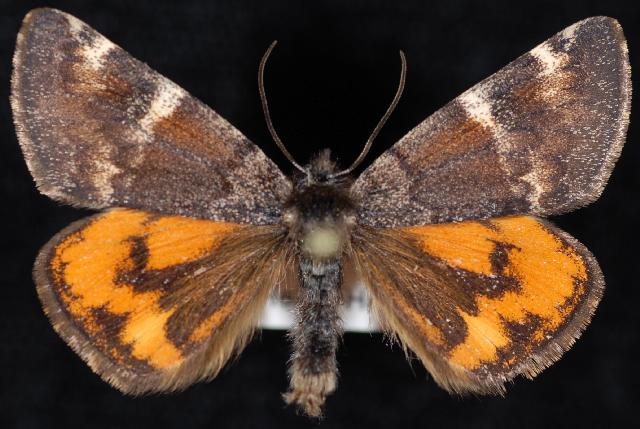